# Judy-Joy Davies
Pour les articles homonymes, voir Davies.
Judith Joy Davies dite Judy-Joy Davies (née le 5 juin 1928 à Melbourne, et morte le 27 mars 2016) est une nageuse australienne.

## Carrière
Aux Jeux olympiques d'été de 1948 à Londres, elle est médaillée de bronze sur 100 mètres dos. Deux ans plus tard, elle dispute les Jeux de l'Empire britannique de 1950 à Auckland ; elle obtient la médaille d'or sur le relais 3x110 yards quatre nages, sur le relais 4x110 yards nage libre et sur le 110 yards dos. Elle termine en outre cinquième sur 440 yards nage libre. Aux Jeux olympiques d'été de 1952 à Helsinki, elle ne dépasse pas le stade des séries de qualifications du 400 mètres nage libre.